# Completo incompleto
Completo incompleto è una raccolta del gruppo spagnolo Jarabe de Palo, pubblicata nel 2005.

## Tracce
1. La flaca – 4:22
2. Grita – 3:32
3. El lado oscuro – 4:49
4. El bosque de palo – 3:33
5. Depende – 4:25
6. Perro apaleao – 3:24
7. Pura sangre – 4:05
8. Agua – 4:16
9. Duerme conmigo – 3:23
10. De vuelta y vuelta – 5:46
11. Tiempo – 4:43
12. Dos días en la vida – 6:23
13. Completo incompleto – 3:19
14. Agustito con la vida – 3:21
15. El lunar de Maria (con Peret) – 4:43

## Classifiche
| Classifica (2006) | Posizione massima |
| ----------------- | ----------------- |
| Spagna            | 76                |